# Juan Bautista Antonelli (el joven)
Juan Bautista Antonelli, más conocido como Juan Bautista Antonelli el mozo (Madrid, 1586-Cartagena de Indias o Araya, 1649) fue un ingeniero español miembro de la familia de arquitectos e ingenieros de origen italiano Antonelli, hijo de Bautista Antonelli. Trabajó junto a su primo Cristóbal de Roda Antonelli en las fortificaciones de las murallas de Cartagena de Indias en 1608 y con su primo en el Castillo de Araya, en el Castillo de los Tres Reyes del Morro y en el Castillo de La Punta; también trabajó en las obras del Castillo de La Punta en La Habana, Cuba.